# Paul Pohle (Widerstandskämpfer)

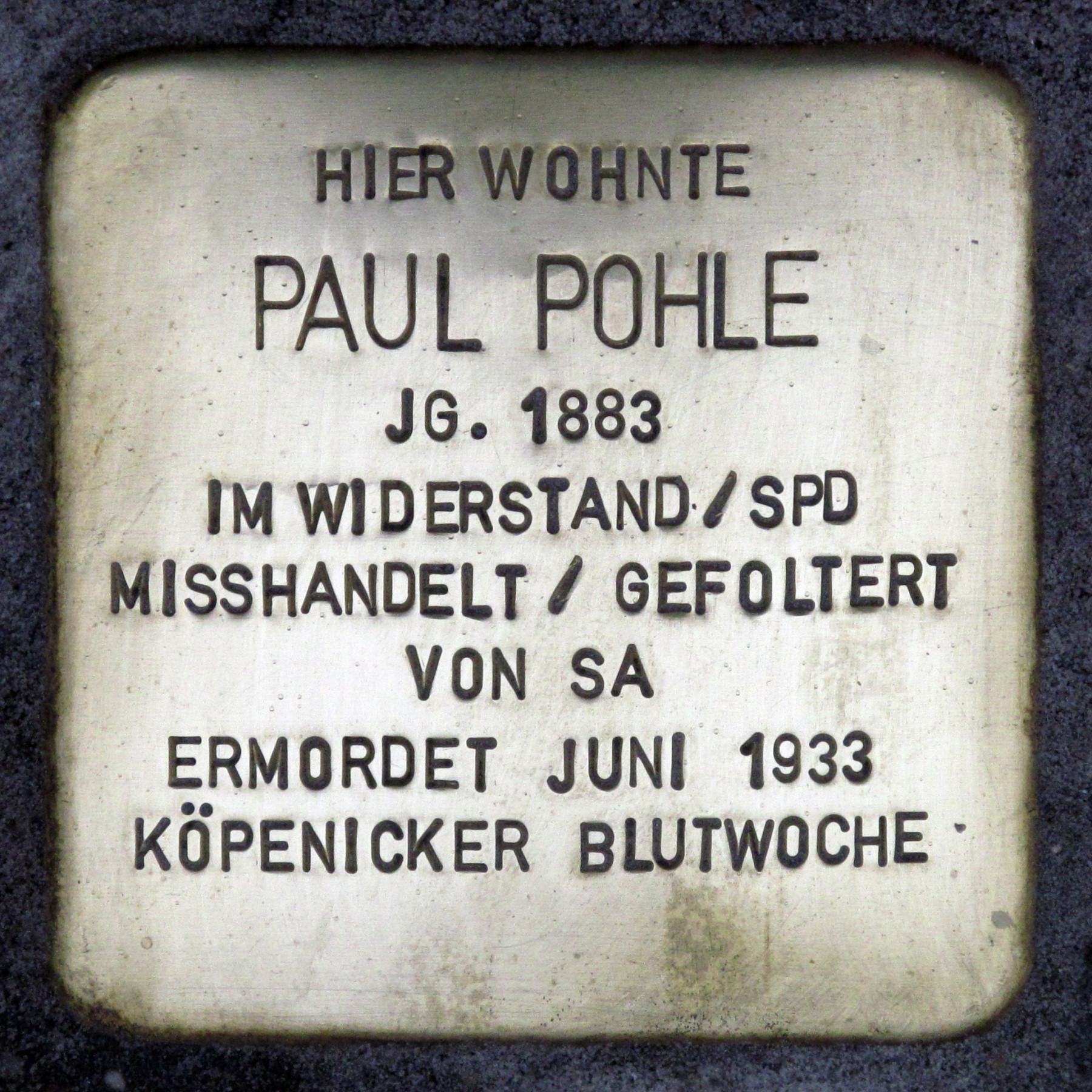
Stolperstein für Paul Pohle vor seiner letzten Wohnadresse, der heutigen Pohlestraße 12

Paul Pohle (geboren am 4. November 1883 in Cöpenick; gestorben am 21. Juni 1933 in Berlin-Köpenick) war ein deutscher Former und Sozialdemokrat, der ein Opfer der Köpenicker Blutwoche wurde.

## Leben
Paul Pohle erlernte den Beruf eines Formers. Einige Jahre war er als Schraubendreher in der Firma Thiele & Co. in Berlin-Kreuzberg tätig. Er war Mitglied der SPD, des Deutschen Metallarbeiter-Verbandes und Funktionär des Reichsbanners Schwarz-Rot-Gold. Seit ca. 1925 war er Hilfslaborant in der Apotheke des Krankenhauses Köpenick. Ende März 1933 wurden in Köpenick die Sozialdemokraten Paul Ufermann und Maria Jankowski von der SA schwer misshandelt. Ihre Verletzungen wurden bei den Behandlungen im Krankenhaus Köpenick heimlich fotografiert und die Aufnahmen ins Ausland gebracht, wo sie als Beweis für das gewaltsame Vorgehen der Nationalsozialisten veröffentlicht wurden. Paul Pohle hatte einen wesentlichen Anteil an dem Schmuggel dieses politisch hochbrisanten Materials.
Am 21. Juni 1933 wurde Pohle vor seiner Wohnung durch den SA-Sturm 2/15 von SA-Sturmführer Herbert Scharsich in das gegenüberliegende SA-Heim „Demuth“ gebracht. Vermutlich gehörte er zu der Gruppe von Personen, die von der SA anschließend mit erhobenen Händen durch die Straßen Köpenicks getrieben und wieder zurück ins Lokal „Demuth“ geführt wurde. Sein 25-jähriger Sohn Kurt folgte dem Zug, um zu sehen wohin sein Vater gebracht werden sollte. Er wurde in der Altstadt von der SA erkannt, niedergeschlagen und gemeinsam mit seinem Vater in das SA-Lokal gebracht. Wie sein Vater musste auch er hier schwere Misshandlungen ertragen. Pohle wurde auf dem sogenannten „Heuboden“ gefoltert und ermordet. Seine Leiche wurde im Forst bei Schmöckwitz aufgehängt am 17. Juli 1933 aufgefunden.
Am 12. Februar 1934 schlug die Zentralstaatsanwaltschaft das „Verfahren in der Todesermittlungssache Stelling, von Essen, Pokern und Pohle“ nieder.

## Gedenken
- 1951 „Pohlestraße“ (davor bis 1948 Elisabethstraße), Köpenick[8]
- Am 4. November 2003 Gedenktafel Pohlestraße 12 durch Bezirksbürgermeister Klaus Ulbricht enthüllt.
- Am 2. Dezember 2003 Stolperstein in der Pohlestraße 12 verlegt.[3]